# Ramnogaster
Ramnogaster – rodzaj ryb promieniopłetwych z rodziny śledziowatych (Clupeidae).

## Rozmieszczenie geograficzne
Do rodzaju należą gatunki występujące w wodach południowo-wschodniego Oceanu Spokojnego i południowo-zachodniego Oceanu Atlantyckiego oraz w estuarium La Plata (Argentyna i  Urugwaj).

## Morfologia
Długość ciała do 10 cm; brak szczegółowych danych dotyczących masy ciała.

## Systematyka
Rodzaj zdefiniował w 1965 roku angielski ichtiolog Peter James Palmer Whitehead w artykule zatytułowanym Nowy rodzaj i podrodzaj ryb śledziowatych oraz uwagi dotyczące rodzajów Clupea, Sprattus i Clupeonella, opublikowanym w czasopiśmie „The Annals and magazine of natural history”. Gatunkiem typowym jest (oryginalne oznaczenie) R. arcuata.

### Etymologia
Ramnogaster: gr. ῥαμνος rhamnos ‘kolczasty krzew’; γαστηρ gastēr, γαστρος gastros ‘brzuch’.

### Podział systematyczny
Do rodzaju należą następujące gatunki:
- Ramnogaster arcuata (Jenyns, 1842)
- Ramnogaster melanostoma (Eigenmann, 1907)